# Morten Olsen
Morten Per Olsen (Vordingborg, 14 d'agost, 1949) és un exfutbolista danès, i actual entrenador de futbol.

## Trajectòria
Va jugar a diversos clubs com el B 1901, el Cercle Brugge K.S.V., el R.W.D. Molenbeek, el RSC Anderlecht, club on més destacà i on fou campió de la Copa de la UEFA 1982-83, i a l'1. FC Köln. El 1983 fou nomenat futbolista danès de l'any, premi que repetí el 1986.
Fou el primer futbolista danès en arribar a les 100 internacionalitats per un total final de 102 partits en els quals marcà quatre gols entre 1970 i 1989.
Com a entrenador ha dirigit el Brøndby IF, l'1. FC Köln i l'Ajax Amsterdam. És l'entrenador de la selecció danesa des del 2000.

## Palmarès
Com a jugador
- Lliga belga de futbol (3 titles): 1980-81, 1984-85, 1985-86
- Copa de la UEFA: 1982-83
- Futbolista danès de l'any: 1983 i 1986

Com a entrenador
- Lliga danesa de futbol: 1990, 1991
- Lliga neerlandesa de futbol: 1998
- Copa neerlandesa de futbol: 1998